# Christijan Albers
Christijan Albers (n. 16 aprilie 1979) este un pilot neerlandez de curse care a concurat în Formula 1 între anii 2005 și 2007.

## Cariera în Formula 1
| Sezon | Echipă                      | Număr puncte | Loc clasament general |
| ----- | --------------------------- | ------------ | --------------------- |
| 2005  | Minardi F1 Team             | 4            | 19                    |
| 2006  | MF1 Racing                  | 0            | -                     |
| 2007  | Etihad Aldar Spyker F1 Team | 0            | -                     |